# Eidgenössische Volksinitiative «für die Einführung der direkten Bundessteuer»
Die eidgenössische Volksinitiative «für die Einführung der direkten Bundessteuer» ist eine Schweizer Volksinitiative, die am 2. Juni 1918 zur Abstimmung gelangte und von Volk und Ständen verworfen wurde. Sie wurde von der Sozialdemokratischen Partei der Schweiz lanciert und hatte zum Ziel, die bisher zeitlich befristete direkte Bundessteuer dauerhaft in der Bundesverfassung zu verankern.

## Hintergrund
Ursprünglich diente die direkte Bundessteuer zur Finanzierung der Militärausgaben in den Weltkriegen. Sie wurde mehrmals durch dringliche allgemeinverbindliche Bundesbeschlüsse provisorisch erhoben. Diese Praxis unter Umgehung der Volksrechte wurde am 11. September 1949 mit der Volksinitiative «für die Rückkehr zur direkten Demokratie» beseitigt. Die bis heute zeitlich befristete Bundessteuer wurde periodisch verlängert, letztmals bis Ende 2020.

## Abstimmungsparolen
Die Vorlage wurde von der SP unterstützt. Die FDP hatte die Nein-Parole beschlossen.

## Abstimmung

Grafische Darstellung der Ergebnisse der einzelnen Kantone

Die Initiative wurde bei einer Stimmbeteiligung von 65,4 % mit 325'814 Nein-Stimmen (Anteil: 54,1 %) gegenüber 276'735 Ja-Stimmen (Anteil: 45,9 %) abgelehnt. Das ebenfalls erforderliche Ständemehr scheiterte mit 6 3/2 zu 13 3/2. Die höchste Zustimmung wurde im Kanton Basel-Stadt mit 66 % und die tiefste im Kanton Wallis mit nur 15 % Ja-Stimmen erreicht.